# Вірменська церква (Ялта)
Церква Святої Ріпсіме, або Сурб-Ріпсіме (вірм. Յալթայի Սուրբ Հռիփսիմե հայկական եկեղեցի), відома також як Вірменська церква — пам'ятка культури та храм Вірменської апостольської церкви в Ялті, Крим, Україна. Є архітектурним шедевром Ялти та розташовується на схилі пагорба Дарсан.

## Історія

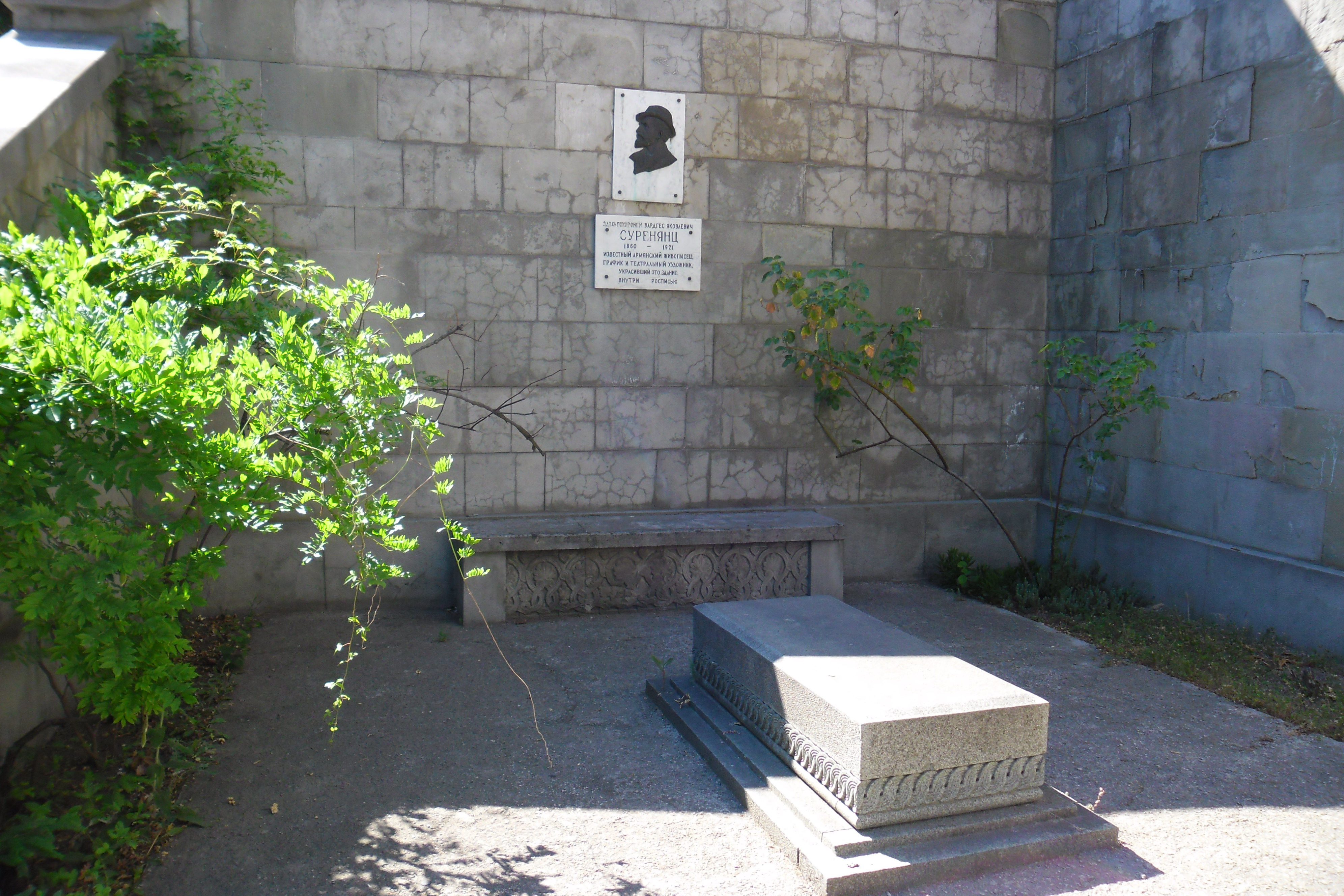
Могила Вардгеса Суренянца біля церкви

Вірменська церква (Ялта) була зведена коштом великого вірменського нафтопромисловця Погоса Тер-Гукасяна (1858–1937) в пам'ять про його дочку, яка рано пішла з життя і була похована в усипальні біля підмурків храму. Проєкт церкви у 1905 році розробив архітектор Габріель Тер-Мікелян, будівництво тривало з 1909 до 1917 року. Креслення, розписи купола, малюнок вівтаря та інше були виконані за ескізами визначного вірменського художника Вардгеса Суренянца.
З 1960 року будівлю церкви використовував Ялтинський краєзнавчий музей. 
На її території проходили зйомки декількох фільмів («Овід», «Три товстуни», «Щит і меч», «Свято святого Йоргена»). До 1988 року з нагоди 150-ліття Ялти церква була відреставрована.
В теперішній час церква є дієвим храмом Вірменської апостольської церкви. 
Сьогодні тут ведуться служби, працює недільна школа.

## Архітектура, інтер'єр

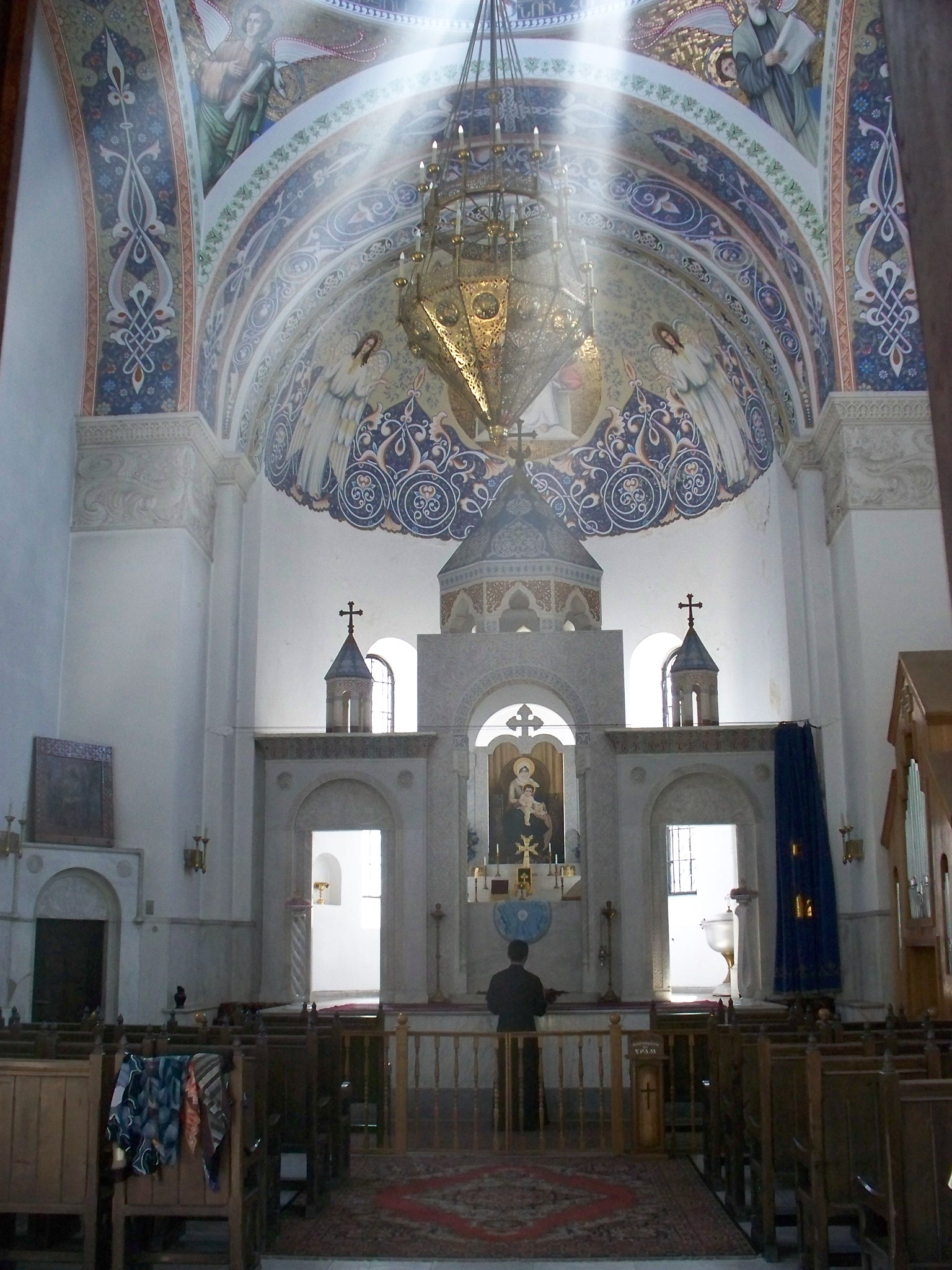
Інтер'єр церкви

За обрисами нагадуючи церкву Святої Ріпсіме в Ечміадзині, яка є зразком хрестовокупольного храму середньовічної Вірменії, будівля Вірменської церкви одночасно несе вплив стилю модерн. 
Матеріалом для будівництва послужив фороський вулканічний туф. 
Храм вінчає купол конічної форми, стіни прикрашені орнаментом, плетінням, розетками. 
Церква славиться своєю унікальною акустикою.
На фронтоні церкви напис: 
| «У пам'ять благодійника цієї церкви Погосова Тер-Гукасяна, який спорудив цей чудотворний храм в ім'я передчасно померлої дочки своєї Ріпсіме в 1909–1917 році». |

## Галерея

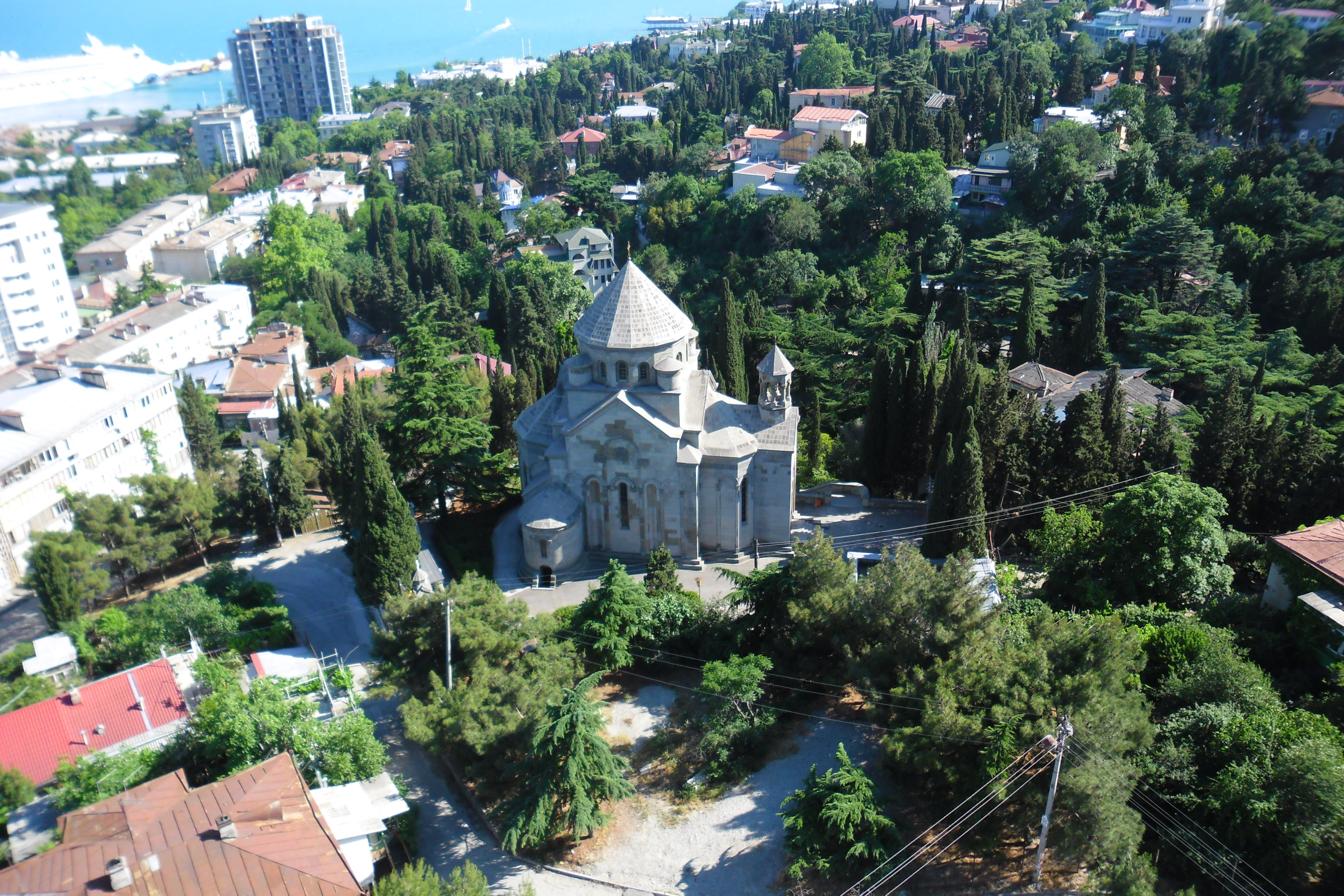
Панорама церкви
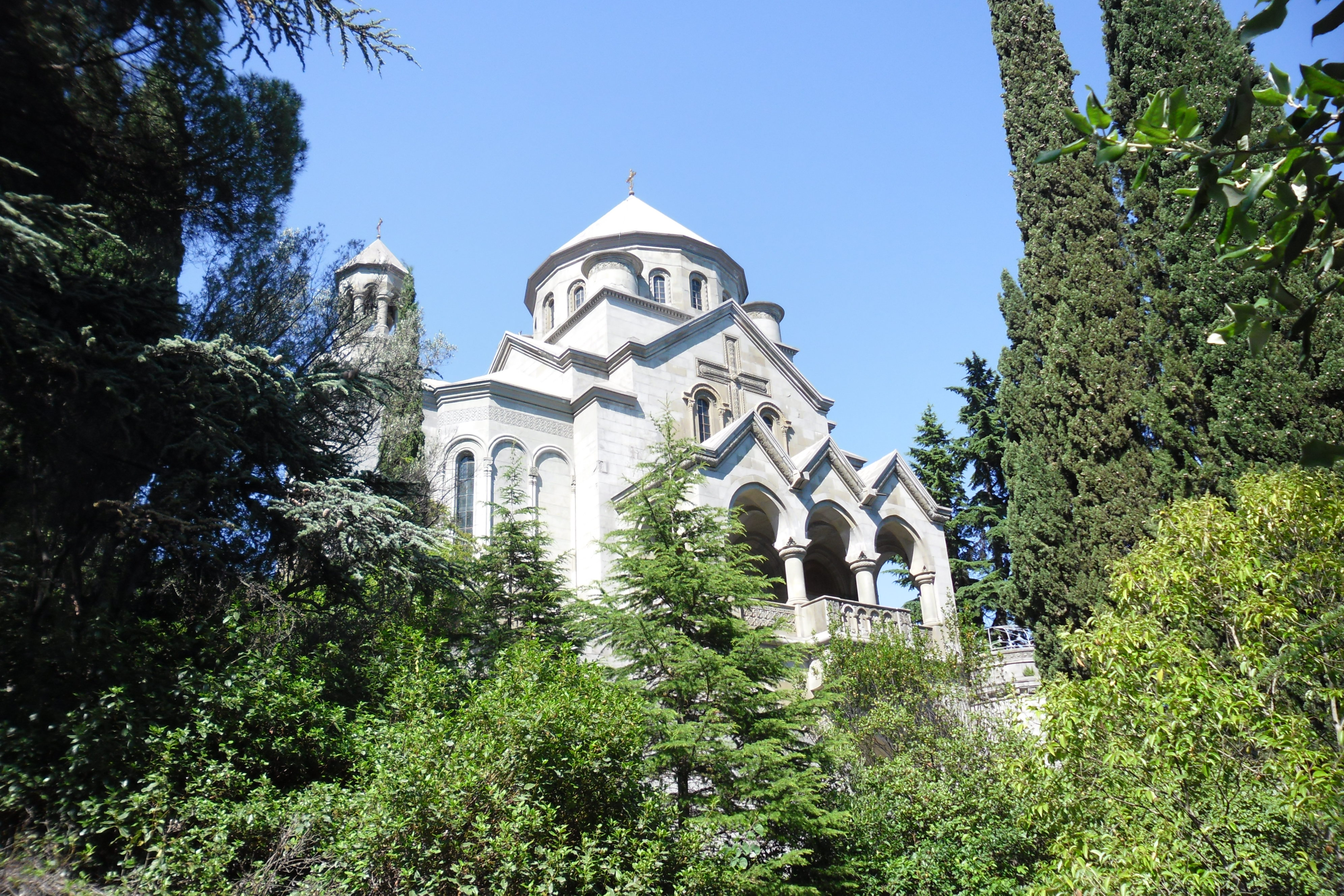
Зовнішній вигляд з парку
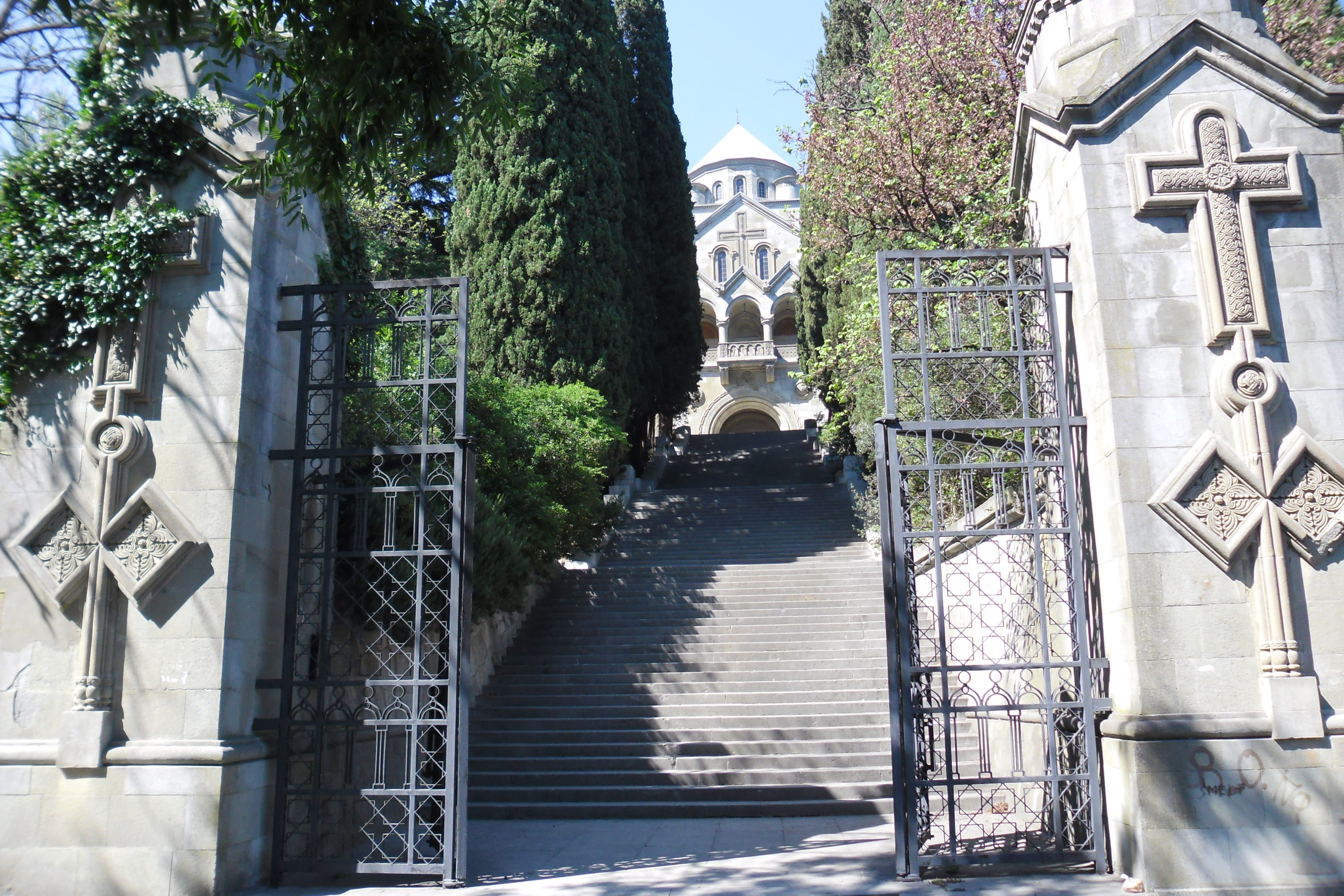
Брама входу на територію церкви
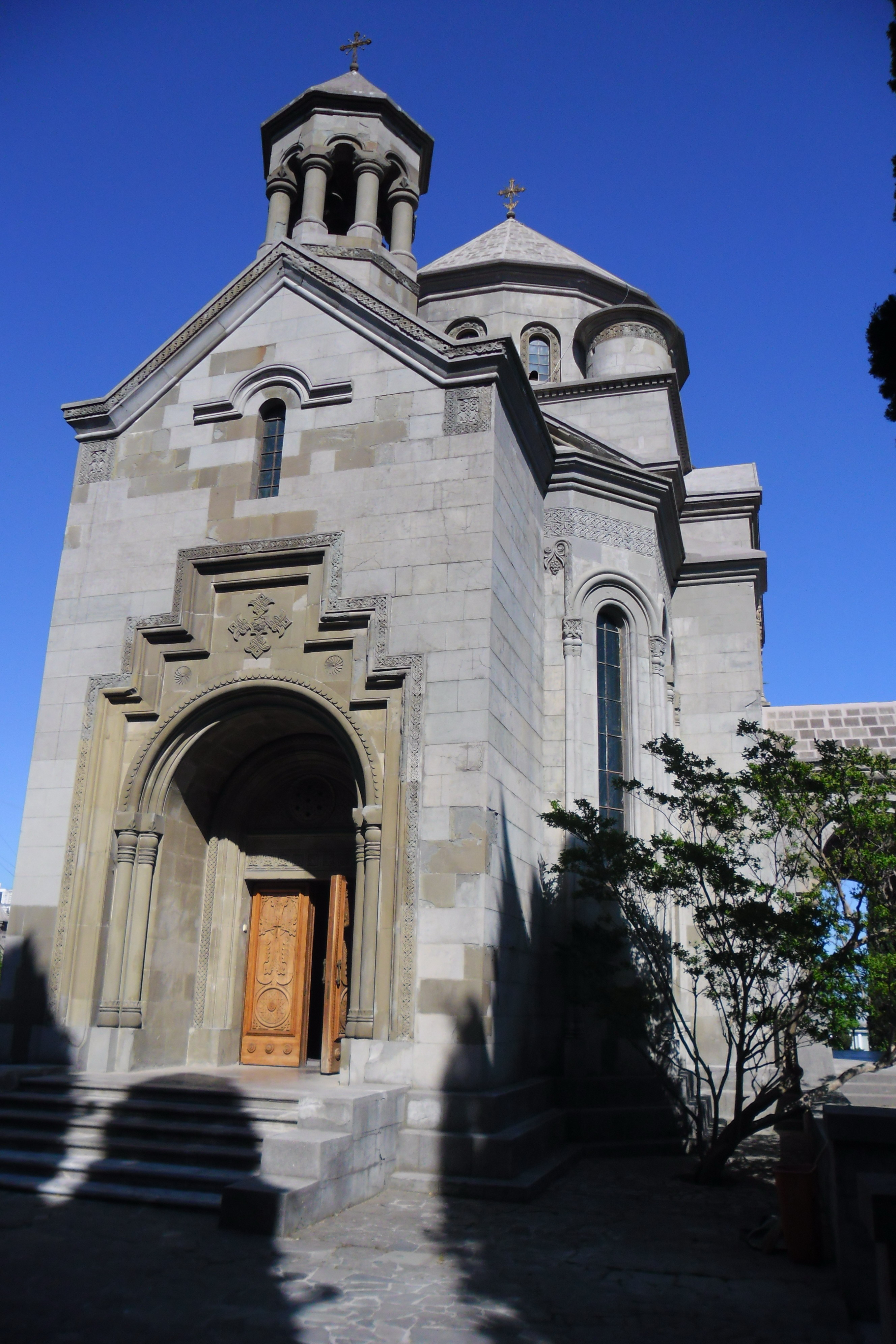
Фасад церкви